# Wydrnik
Wydrnik – struga łącząca jezioro Dąbie w jego zachodniej części z rzeką Świętą. W całości znajduje się na obszarze Szczecina.
Wydrnik płynie w kierunku północnym rozdzielając dwie wyspy Radolin i Czarnołękę (Dębinkę). Swój bieg kończy uchodząc do Świętej trzema strumieniami (patrząc od południa):
- Żabim Rowem (oddziela wysepkę Żabia Kępa od Radolina),
- Piwnym Rowem (płynie pomiędzy Żabią Kępą a Kiełpińską Kępą)
- i ostatecznie jako Wydrnik.

W Szczecinie ciek powszechnie nazywany jest Kanałem Krętego Węża - tę nazwę nadali mu żeglarze w latach 50. XX w. Kanał nie ma statusu drogi wodnej, ale jest żeglowny dla jednostek turystycznych. Zbudowano na nim przystań jachtową Zakątek Wodny Wydrnik.

## Ochrona przyrody
Okręgowy Inspektorat Rybołówstwa Morskiego w Szczecinie na wodach Wydrnika w całości ustanowił czasowy obwód ochronny dla rybołówstwa w okresie od 1 marca do 5 maja.